# 新日本文庫
新日本文庫（しんにほんぶんこ）は、日本の出版社新日本出版社が刊行していた文庫判叢書である。

## 概説
1974年に刊行を開始した。全体で150点あまりを刊行したが、1990年代から新刊はなく、2007年現在は宮本顕治・宮本百合子の往復書簡『十二年の手紙』などの在庫品のみの販売となっている。
文学分野では小林多喜二や宮本百合子を中心としたプロレタリア文学や戦後の民主主義文学の作品、世界の革命文学に類する作品（ロシアのマクシム・ゴーリキーなど）、日本共産党の党史や文献（独習指定文献など）、宮本顕治の戦時中の公判記録など、マルクスやエンゲルスの著作、原子力と核兵器問題についてのものが刊行されていた。